# 태안 (서진)
태안(太安)은 중국 서진(西晉) 혜제(惠帝)의 여섯 번째 연호이다. 302년 12월에서 304년 1월까지 1년 2개월 동안 사용하였다.
같은 시기에 사용된 다른 연호로는 저족(氐族)의 이특(李特)및 이류(李流)가 사용한 건초(建初 : 303년 ~ 304년), 303년 의양(義陽)에서 장창(張昌)이 반란을 일으켜 세운 한(漢)에서 사용한 신봉(神鳳)이 있다.

## 개원
영녕(永寧) 2년 음력 12월 22일(303년 1월 26일)에 연호를 태안(太安)으로 개원함.

## 연대대조표
| 태안                             | 원년       | 2년             | 3년                 |
| 서력                             | 302년      | 303년           | 304년               |
| 육십간지 (六十干支)              | 임술(壬戌) | 계해(癸亥)      | 갑자(甲子)          |
| 이특(李特) 이류(李流) 이웅(李雄) | -          | 건초(建初) 원년 | 2년 건흥(建興) 원년 |
| 장창(張昌) 한(漢)                | -          | 신봉(神鳳) 원년 | -                   |
| 전조 (前趙)                      | -          | -               | 원희(元熙) 원년     |

## 삭일(1일)
| 태안 원년 (302년) | 1월             | 2월             | 3월             | 4월             | 5월             | 6월             | 7월             | 8월             | 9월             | 10월            | 11월            | 12월            |                 |
| ----------------- | --------------- | --------------- | --------------- | --------------- | --------------- | --------------- | --------------- | --------------- | --------------- | --------------- | --------------- | --------------- | --------------- |
| 삭일(음력)        | 신사일 (辛巳日) | 신해일 (辛亥日) | 경진일 (庚辰日) | 경술일 (庚戌日) | 기묘일 (己卯日) | 기유일 (己酉日) | 무인일 (戊寅日) | 무신일 (戊申日) | 정축일 (丁丑日) | 정미일 (丁未日) | 병자일 (丙子日) | 병오일 (丙午日) |                 |
| 율리우스력        | 302년 2월 14일  | 3월 16일        | 4월 14일        | 5월 14일        | 6월 12일        | 7월 12일        | 8월 10일        | 9월 9일         | 10월 8일        | 11월 7일        | 12월 6일        | 303년 1월 5일   |                 |
| 태안 2년 (303년)  | 1월             | 2월             | 3월             | 4월             | 5월             | 6월             | 7월             | 8월             | 9월             | 10월            | 11월            | 12월            | 윤12월          |
| 삭일(음력)        | 을해일 (乙亥日) | 을사일 (乙巳日) | 갑술일 (甲戌日) | 갑진일 (甲辰日) | 갑술일 (甲戌日) | 계묘일 (癸卯日) | 계유일 (癸酉日) | 임인일 (壬寅日) | 임신일 (壬申日) | 신축일 (辛丑日) | 신미일 (辛未日) | 경자일 (庚子日) | 경오일 (庚午日) |
| 율리우스력        | 303년 2월 3일   | 3월 5일         | 4월 3일         | 5월 3일         | 6월 2일         | 7월 1일         | 7월 31일        | 8월 29일        | 9월 28일        | 10월 27일       | 11월 25일       | 12월 25일       | 304년 1월 23일  |
| 태안 3년 (304년)  | 1월             | 2월             | 3월             | 4월             | 5월             | 6월             | 7월             | 8월             | 9월             | 10월            | 11월            | 12월            |                 |
| 삭일(음력)        | 기해일 (己亥日) | 기사일 (己巳日) | 무술일 (戊戌日) | 무진일 (戊辰日) | 정유일 (丁酉日) | 정묘일 (丁卯日) | 병신일 (丙申日) | 병인일 (丙寅日) | 병신일 (丙申日) | 을축일 (乙丑日) | 을미일 (乙未日) | 갑자일 (甲子日) |                 |
| 율리우스력        | 304년 2월 22일  | 3월 23일        | 4월 21일        | 5월 21일        | 6월 19일        | 7월 19일        | 8월 17일        | 9월 16일        | 10월 16일       | 11월 14일       | 12월 14일       | 305년 1월 12일  |                 |

## 같이 보기
- 다른 왕조의 같은 연호
  - 전진(前秦) 태안(385년 ~ 386년)
  - 후량(後凉) 태안(386년 ~ 389년)
  - 북위(北魏) 태안(455년 ~ 459년)
  - 요(遼) 태안(1085년 ~ 1094년)

- 중국의 연호